# Abraham Casembroot

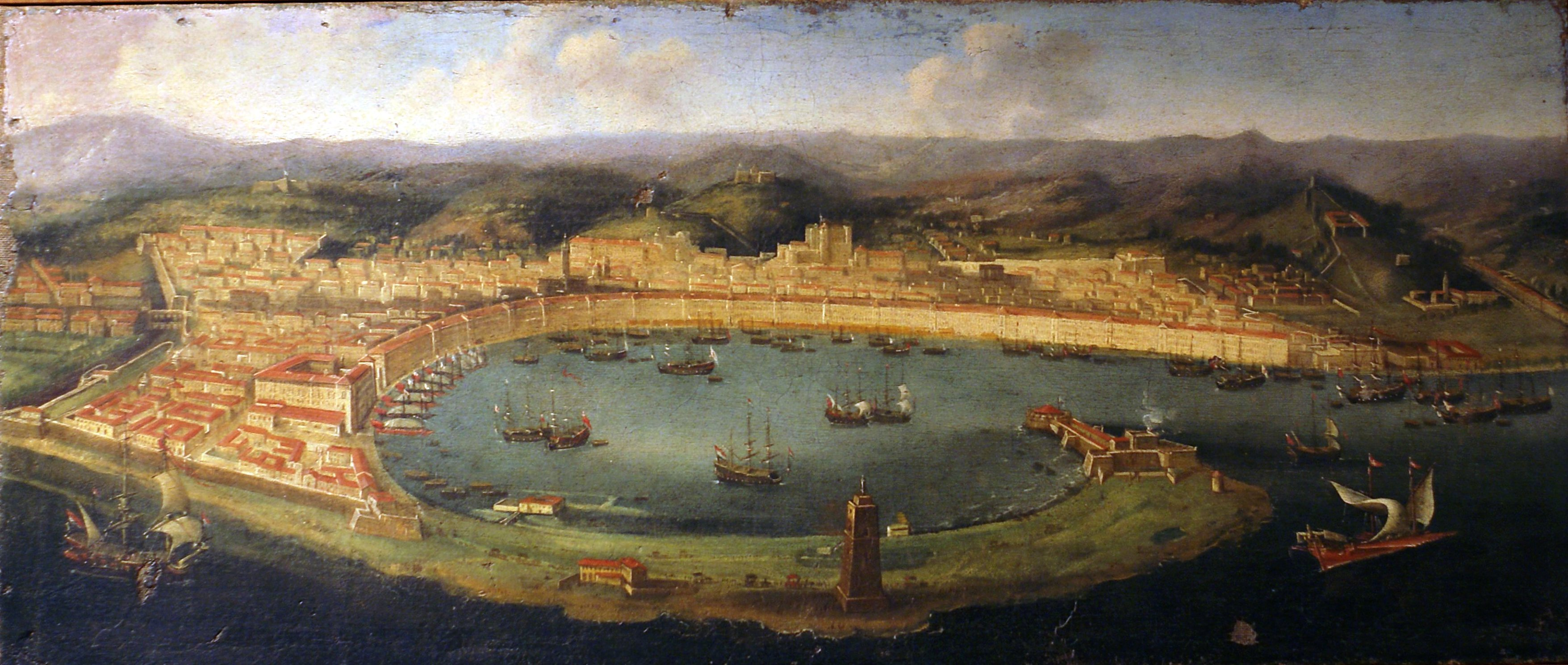
Veduta di Messina, il Porto e la Palazzata di Simone Gullì.

Abraham Casembroot (Bruges, 1593 o 1598 – Messina, 1658) è stato un pittore, incisore e architetto fiammingo.

## Biografia
Seguace della tradizione paesaggistica olandese, visse ed operò a Messina, dove dipinse vedute di notevole qualità e largamente apprezzate dalla committenza sia siciliana, sia olandese, a cui Casembroot inviava regolarmente suoi lavori. Suoi soggetti preferiti erano marine, porti e tempeste.
Sue opere sono conservate nelle collezioni private di Messina e, nella stessa città, sono rimasti nella chiesa di San Gioachimo tre quadretti rappresentanti scene della Passione.
Presso il Museo di San Martino di Napoli è conservata l'opera La pesca del pesce spada nello stretto di Messina.
La sua scuola pittorica di Messina ebbe come discepoli Domenico Guargena, Andrea Suppa e Filippo Giannetto.
Pare si occupasse anche di architettura, mentre è certa la sua attività di disegnatore ed incisore, in cui raggiunse notevoli risultati.

## Opere
- XVII secolo, Veduta di Messina, dipinto, opera custodita nel Museo regionale di Messina.
- XVII secolo, Risurrezione di Lazzaro, dipinto, opera documentata nella chiesa di San Gioacchino di Messina.[4][5][6]
- XVII secolo, Maddalena che lava i piedi al Salvatore, dipinto, opera documentata nella chiesa di San Gioacchino di Messina.[5][6]
- XVII secolo, Flagellazione, dipinto, opera documentata nella chiesa di San Gioacchino di Messina.[5][6]
- XVII secolo, San Francesco in orazione, dipinto donato nel 1656 da Donna Caterina Romano Colonna, opera documentata nell'Oratorio di San Francesco dei Mercanti di Messina.[7]